# Pălăria lui Anatol
Pălăria lui Anatol (în poloneză Kapelusz pana Anatola) este un film de comedie polonez din 1957, regizat de Jan Rybkowski⁠(d). El este prima parte a unei trilogii, care mai include Pan Anatol szuka miliona (1958) și Inspekcja pana Anatola (1959).

## Rezumat
Anatol Kowalski, casierul modest al Administrației Asigurărilor de Stat, este un bărbat aflat complet sub papucul energicei sale soții. Excentricitățile sale sunt cunoscute în cartier: de exemplu, el poartă o pălărie vechi, de care râde toată lumea din jurul său. El cumpără într-una din zile o pălărie nouă și foarte frumoasă, fără să știe că aceasta este un semn agreat de hoții de buzunare locali (doliniarzy). Acest fapt aparent nesemnificativ dă naștere la o serie întreagă de evenimente ciudate: bătăușii străzii îl tratează cu un respect exagerat, iar ceasurile și bijuteriile altora apar în mod inexplicabil în buzunarele lui Anatol în cursul drumurilor către și de la serviciu cu mijloacele de transport în comun. Surprins și îngrijorat, Anatol raportează miliției aceste întâmplări.
Medicul îi pune diagnosticul de cleptomanie, doamna Kowalska îl suspectează de adulter, iar poliția declanșează o anchetă cu privire la obiectele dispărute și reapărute în buzunarele lui Anatol.

## Distribuție
- Tadeusz Fijewski⁠(d) — Anatol Ryszard Kowalski, casier al companiei de asigurări Powszechny Zakład Ubezpieczeń⁠(d) (PZU)
- Helena Makowska-Fijewska — Maniuśka Kowalska, soția lui Anatol
- Wieńczysław Gliński⁠(d) — Jerzy, șeful Maniuśkăi
- Aleksander Dzwonkowski⁠(d) — Feluś Piwko, un domn cu barbă, colectorul bandei
- Stanisław Jaworski — inspectorul șef al Milicja Obywatelska
- Zygmunt Chmielewski⁠(d) — Jan Wolski, directorul companiei PZU
- Stefan Bartik⁠(d) — membru al bandei, un bărbat cu pălărie care face parte dintr-un cortegiu funerar
- Andrzej Szczepkowski — membru al bandei
- Roman Kłosowski⁠(d) — Kajtuś, membru al bandei
- Bronisław Pawlik⁠(d) — căpitanul Stanisław Zaremba, comisar de mliție
- Tadeusz Gwiazdowski — Migdał, un milițian care joacă șah cu Anatol
- Barbara Modelska⁠(d) — Kicia, membră a bandei
- Leonard Andrzejewski⁠(d) — un bărbat cu pălărie, membru al bandei (nemenționat)
- Jerzy Antczak⁠(d) — milițianul care supraveghează casa lui Feluś Piwko (nemenționat)
- Stanisław Bareja — șoferul de autobuz (nemenționat)
- Jan Berent (nemenționat)
- Krystyna Feldman⁠(d) — colegă de serviciu invitată la petrecere (nemenționată)
- Zofia Grabska — reporteră (nemenționată)
- Eugenia Herman — secretara inspectorului șef (nemenționată)
- Maria Kaniewska⁠(d) — gazda petrecerii (nemenționată)
- Jerzy Kozakiewicz⁠(d) — pasager al autobuzului (nemenționat)
- Andrzej Krasicki⁠(d) — coleg de serviciu invitat la petrecere (nemenționat)
- Gustaw Lutkiewicz⁠(d) — bărbat cu pălărie, membru al bandei (nemenționat)
- Stanisław Łapiński⁠(d) — psihiatru (nemenționat)
- Wanda Majerówna⁠(d) — femeie de la petrecere (nemenționată)
- Zygmunt Malawski — milițianul în haine civile care supraveghează casa lui Feluś Piwko (nemenționat)
- Henryk Małkowski — „Dziadzio”, portarul companiei PZU (nemenționat)
- Liliana Niwińska — reportera ziarului Życia Warszawy (nemenționată)
- Tadeusz Ordeyg — invitat la petrecere (nemenționat)
- Sylwester Przedwojewski⁠(d) — milițianul care-l arestează pe mire (nemenționat)
- Barbara Rachwalska⁠(d) — vânzătoare stradală (nemenționată)
- Andrzej Ropski — invitat la petrecere (nemenționat)
- Tadeusz Somogi⁠(d) — vânzător de pălării într-un magazin universal (nemenționat)
- Kazimierz Stankiewicz — „Gruby” („Grasul”), membru al bandei (nemenționat)
- Henryk Staszewski — milițianul care-i arestează pe bărbații cu pălării din restaurant (nemenționat)
- Zygmunt Urbański — un bărbat din biroul directorului PZU (nemenționat)
- Jerzy Walczak⁠(d) — hoț (nemenționat)
- Edward Wichura⁠(d) — jurnalist (nemenționat)
- Zofia Wilczyńska⁠(d) — femeie de la petrecere (nemenționată)
- Stanisław Winczewski — un bărbat din biroul directorului PZU (nemenționat)
- Stanisław Woliński⁠(d) — funcționar al companiei PZU, colegul lui Anatol (nemenționat)
- Zygmunt Zintel⁠(d) — pălărier (nemenționat)

## Producție
Filmul a fost realizat de compania Zespół Filmowy Rytm. Filmările au avut loc în anul 1957 și s-au desfășurat în mai multe zone ale orașului Varșovia: Piața Zbawiciela⁠(d), Piața Constituției⁠(d), Bulevardul Ierusalim (Aleje Jerozolimskie)⁠(d), Magazinul Central⁠(d), Strada Nowy Świat⁠(d), Piața Orașului Nou⁠(d)).
Datorită asocierii cu filmul, magazinul universal modernist din orașul Łódź, care a fost construit în perioada 1962–1964 și are forma unei pălării răsturnate, se numește „Kapelusz Pana Anatola⁠(d)”.

## Trivia
Povestea „Șapca cerească” (Небесный картуз) a lui Boris Lavreniov, scrisă în 1925, este construită pe o intrigă asemănătoare: o persoană nebănuitoare cumpără o șapcă neobișnuită, care este marca de identificare a unui depozit al unei bande de hoți.